# Обучение и развитие персонала
Обучение и развитие персонала (англ. People Development, Learning and Development (L&D), Training and Development (T&D)) является одной из ключевых HR практик, наряду с рекрутментом, вознаграждением и HR-администрированием.
Целью корпоративного обучения или тренинга является обеспечение и поддержание у персонала организации уровня компетенций, необходимого для успешного выполнения работы.
Как правило государство через систему профессионального образования и обучения обеспечивает необходимыми знаниями и навыками молодых людей, выходящих на локальный рынок труда. Задача системы профессионального образования заключается в подготовке специалистов широкого профиля, компетенции которых могут быть востребованы в организациях различных отраслей. Задача корпоративного обучения заключается в последующем обучении уже в соответствие с целями и задачами конкретной организации.
Обучение и развитие персонала рассматривается и управляется организациями в контексте национальных систем профессиональной подготовки и особенностей локальных рынков труда. Выступая в роли покупателей на локальных рынках труда организации принимают решения в дихотомии «Купить (рекрутмент) или Учить (обучение)».
Развитие персонала в отличие от тренинга (обучения) включает более широких круг активностей, с менее определенной конечной целью. Тренинг как правило разрабатывается и проводится преследуя конкретную цель, результат, который выражается в конкретных величинах. Например, оператор после тренинга должен уметь управлять оборудованием и производить детали с допустимым уровнем ошибок. Тогда как развитие ставит фокус на конкретном индивиде, а не на специализации или профессии, и преследует долгосрочные цели личностного и карьерного роста. Понятие «развитие персонала» восходит к идеям социального и экономического прогресса.

## История развития практики обучения персонала
Одной из первых масштабных практик профессионального обучения являются средневековые ремесленные гильдии. В рамках этих систем начиная с XIV и до конца XIX в.в. осуществлялось профессиональное обучение учеников-подмастерьев, когда в течение нескольких лет мастер-ремесленник работал вместе с учениками и учил их ремеслу (англ. apprenticeship). В конце XIX в. ремесленные гильдии были законодательно запрещены в большинстве стран Европы, и владельцы первых промышленных предприятий в США и Европе столкнулись с необходимостью профессионального обучения рабочих. Крупнейшие промышленные предприятия начала XX в. использовали труд неквалифицированных рабочих, подбор которых осуществляли бригадиры, начальники цехов. Они отбирали рабочих, собиравшихся в поисках работы у ворот предприятия, и далее давали вновь принятым рабочим краткую (3-5 минут) инструкцию что нужно делать. Далее применялся принцип «плыви или утонешь» (англ. sink or swim): новые работники сразу приступали к работе и те, кто быстро осваивал навык оставался работать, остальные же отправлялись обратно за ворота предприятия.